# Aussevielle
Aussevielle – miejscowość i gmina we Francji, w regionie Nowa Akwitania, w departamencie Pireneje Atlantyckie.
Według danych na rok 1990 gminę zamieszkiwało 406 osób, a gęstość zaludnienia wynosiła 125 osób/km² (wśród 2290 gmin Akwitanii Aussevielle plasuje się na 786. miejscu pod względem liczby ludności, natomiast pod względem powierzchni na miejscu 1525.).